# Andrea Gibson
Pour les articles homonymes, voir Gibson.
Andrea Faye Gibson, né à  Calais (Maine) le 13 août 1975 et mort à Longmont (Colorado) le 14 juillet 2025, est un poète et militant américain non-binaire, nommé poète lauréat du Colorado en 2023. Sa poésie est centrée sur les normes de genre, la politique, la justice sociale, les sujets LGBT, la vie et la mort.

## Biographie
Andrea Faye Gibson naît et grandit dans le Maine. Ses parents, un employé des postes et une secrétaire dans un institut de technologie, sont baptistes pratiquants, et lui donnent une éducation religieuse stricte et conservatrice. Il obtient un diplôme de littérature anglaise en 1997, et en 1999, s'installe à Boulder dans le Colorado. En 2003, il quitte son emploi dans une école Montessori pour se consacrer à la poésie spoken word. 
Gibson se produisait régulièrement dans un groupe féministe, Vox Feminista. En 2019, Ani DiFranco coproduit une vidéo du poème America, Reloading sur les violences par arme à feu aux États-Unis.
Andrea Gison se définissait comme non-binaire et employait les pronoms they/them/theirs. 
Après avoir appris un diagnostic de cancer de l'ovaire en 2021, Gibson et sa femme Megan Falley font l'objet d'un documentaire en 2025, Come See Me in the Good Light, présenté au Festival du film de Sundance 2025 où il reçoit le prix de favori du festival.
Andrea Gibson meurt à Longmont du cancer le 14 juillet 2025 à l’âge de 49 ans.

## Œuvres

### Discographie
- Bullets and Windchimes (2003)
- Swarm (2004)
- When the Bough Breaks (2006)
- Yellowbird (2009)
- Flower Boy (2011)
- Truce (2013)
- Hey Galaxy (2018)

### Publications
- (en) Andrea Gibson, Pole Dancing to Gospel Hymns, 2008 (ISBN 9780981521305, OCLC 760105180)
- (en) Andrea Gibson, The Madness Vase, 2012 (ISBN 9781935904373, OCLC 1410489224)
- (en) Andrea Gibson, Pansy, 2015 (ISBN 9781938912122)
- (en) Andrea Gibson, Take Me With You, 2018 (ISBN 9781539534730)
- (en) Andrea Gibson, Lord of the Butterflies, 2018 (ISBN 9781943735426)
- (en) Andrea Gibson et Megan Falley, How Poetry Can Change Your Heart, 2019 (ISBN 9781452171807)
- (en) Andrea Gibson, You Better Be Lightning, Button Poetry, 2021 (ISBN 9781943735990)

## Récompenses et distinctions
- Women of the World Poetry Slam 2008[6]
- 2023 : Poète lauréat du Colorado[7]